# アーセナルFC.リザーブ
アーセナル・フットボール・クラブ・アカデミー（Arsenal Football Club Academy）はイングランド・プレミアリーグ所属のアーセナルFCのいわばBチームのこと。主にアカデミーから昇格してきた若手選手が多く在籍しており、リザーブチームはアンダー21、ユースチームはアンダー18という定義付けがされている。またトップチームの選手もケガ後の調整目的でリザーブチームに一時的に籍を置く事もできる。2012年創設のU-21プレミアリーグサウスディビジョンに所属している。現在は元選手のペア・メルテザッカーがアカデミーの監督を務めている。ホームスタジアムはボレアム・ウッドにあるメドウ・パーク。ボレアム・ウッドFCのスタジアムでもある。

## 現所属メンバー
2023年1月10日現在
注：選手の国籍表記はFIFAの定めた代表資格ルールに基づく。
| No. | Pos. |                | 選手名                            |
| --- | ---- | -------------- | --------------------------------- |
| 31  | GK   | エストニア     | カール・ハイン                    |
| 38  | DF   | イングランド   | ザック・アウ ()                   |
| 39  | MF   | イングランド   | ミゲル・アゼース ()               |
| 41  | MF   | ポルトガル     | マウロ・バンデイラ ()             |
| 43  | FW   | イングランド   | ナタン・オイデジ ()               |
| 44  | MF   | ルーマニア     | カタラン・スィリヤン              |
| 46  | MF   | イングランド   | ベン・コットレル                  |
| 47  | FW   | イングランド   | カヨン・エドワーズ ()             |
| 50  | DF   | イングランド   | テイラー・フォラン                |
| 53  | GK   | ポーランド     | ヒューバート・グラチィク ()       |
| 55  | MF   | アイルランド   | ジャック・ヘンリー＝フランシス () |
| 56  | GK   | イングランド   | ジェームズ・ヒルソン              |
| 57  | FW   | オランダ       | ジョエル・イデホ ()               |
| 58  | DF   | 北アイルランド | ヘンリー・ジェフコット ()         |
| 61  | FW   | ノルウェー     | ジョージ・ルイス                  |
| 63  | DF   | イングランド   | ゼイン・モンレイ ()               |
| 71  | FW   | イングランド   | チャールズ・セイゴ・ジュニア ()   |
| 72  | MF   | イングランド   | マシュー・スミス                  |
| 75  | DF   | ウェールズ     | ジェームズ・スウィート ()         |
| 76  | FW   | イングランド   | キド・テイラー＝ハート ()         |
| 77  | FW   | イングランド   | ビリー・ヴィガール                |
| 81  | MF   | イングランド   | マイルス・ルイス＝スケリー ()     |
| 82  | DF   | アルバニア     | マルディーニ・カクリ              |
| 83  | MF   | イングランド   | イーサン・ヌワネリ ()             |
| 85  | FW   | イングランド   | アマリオ・コジア＝デュベリー ()   |
| 86  | FW   | イングランド   | ティミ・デイヴィス                |

| No. | Pos. |                      | 選手名                                      |
| --- | ---- | -------------------- | ------------------------------------------- |
| 87  | MF   | イングランド         | ジミ・ガワー                                |
| 88  | DF   | イングランド         | カーレル・グリーン                          |
| 89  | MF   | イングランド         | ブラッドレイ・イブラヒム                    |
| 90  | GK   | イングランド         | アレックス・コバセチッチ                    |
| 91  | MF   | オランダ             | イスマイル・ウラド・ムハンマド ()           |
| 92  | DF   | トリニダード・トバゴ | ティノ・クアミア ()                         |
| 93  | DF   | コスタリカ           | エリアン・ケサーダ ()                       |
| 94  | MF   | ウェールズ           | マテウス・ロバーツ ()                       |
| 95  | DF   | イングランド         | ジョシュ・ロビンソン                        |
| 96  | DF   | イングランド         | リノ・ソウザ ()                             |
| 97  | DF   | イングランド         | ロイエル・ウォルターズ ()                   |
| 98  | FW   | ウェールズ           | オマリ・ベンジャミン ()                     |
| 99  | DF   | イングランド         | ルイス・ブラウン                            |
| --  | MF   | ポーランド           | ミハウ・ロシアク ()                         |
| --  | MF   | イングランド         | ハリソン・ドゥジアック                      |
| --  | GK   | コロンビア           | アレクセイ・ロハス・フェドルシュチェンコ () |
| --  | DF   | イングランド         | ジョシュ・ニコルズ                          |
| --  | FW   | オランダ             | イスマイル・カビア ()                       |
| --  | GK   | イングランド         | ブライアン・オコンクウォ ()                 |
| --  | FW   | イングランド         | オスマン・カマラ ()                         |
| --  | FW   | イングランド         | ロマリ・フォード                            |
| --  | FW   | イングランド         | セブ・フェルディナンド                      |
| --  | DF   | イングランド         | コビー・スモール                            |
| --  | FW   | イングランド         | カマーニ・ライアン                          |
| --  | GK   | イングランド         | ノア・クーパー                              |

### ローン移籍
注：選手の国籍表記はFIFAの定めた代表資格ルールに基づく。
| No. | Pos. |  | 選手名 |
| --- | ---- |  | ------ |

## 歴代選手

### GK
- アンディ・マリオット
- ヴィト・マンノーネ
- ヴォイチェフ・シュチェスニー
- エミリアーノ・マルティネス
- カール・ハイン

### DF
- アイザック・ヘイデン
- アシュリー・コール
- アルマン・トラオレ
- アレックス・フォーサイス
- アントン・ブラックウッド
- エクトル・ベジェリン
- キーラン・ギブス
- ギャヴィン・ホイト
- コリン・ヒル
- サミー・ネルソン
- ジャスティン・ホイト
- スティーブ・モロー
- デヴィッド・オレアリー
- テリー・ニール
- トニー・アダムス
- パット・ライス
- マーティン・キーオン
- ヨハン・ジュルー
- ライオネル・スミス
- エイデン・ヘブン
- マイルズ・ルイス＝スケリー

### MF
- イスマエル・ベナセル
- エマニュエル・フリンポン
- エミール・スミス・ロウ
- キース・ファーヒー
- グラハム・リックス
- クリストファー・オルソン
- ゲオルギオス・エフレム
- ジェフ・レーヌ＝アデレード
- ジャーメイン・ペナント
- ジャック・ウィルシャー
- ジョー・ウィロック
- スティーヴ・シドウェル
- セバスティアン・ラーション
- デヴィッド・ベントリー
- デイヴィッド・ローキャッスル
- ニール・キルケニー
- ピーター・ストーリー
- ファブリス・ムアンバ
- ブカヨ・サカ
- フランシス・コクラン
- ポール・マーソン
- マイケル・トマス
- リアム・ブレイディ
- リース・ネルソン
- リチャード・ヒューズ
- レイ・ケネディ
- レイ・ダニエル
- レイ・パーラー
- レスリー・コンプトン
- チャーリー・パティーノ
- イーサン・ヌワネリ

### FW
- アレックス・イウォビ
- アンソニー・ストークス
- アンディ・コール
- エディ・エンケティア
- クインシー・オウス＝アベイエ
- コリン・カジム＝リチャーズ
- ジェイ・ボスロイド
- ジェローム・トーマス
- ジョン・ラドフォード
- ステフィー・マヴィディディ
- セルジュ・ニャブリ
- チャーリー・ジョージ
- チュバ・アクポム
- ドニエル・マレン
- ナイアル・クイン
- ニクラス・ベントナー
- ハル・ロブソン＝カヌ
- フランク・ステープルトン
- ベニク・アフォベ
- レン・シャクルトン
- オマリ・ハッチンソン
- アマリオ・コジア＝デュベリー
- チド・オビ